# Tobipuranga beltii
Tobipuranga beltii är en skalbaggsart som först beskrevs av Bates 1872. Tobipuranga beltii ingår i släktet Tobipuranga och familjen långhorningar.
Artens utbredningsområde är:
- Costa Rica.
- Nicaragua.
- Panama.

Inga underarter finns listade i Catalogue of Life.